# Gor'kovskij
Gor'kovskij (in russo Горьковский?) è un quartiere della città di Volgograd, nell'oblast' di Volgograd, nella Russia europea.